# إدوارد نونان
إدوارد نونان (بالإنجليزية: Edward Noonan)‏ هو مهندس معماري أمريكي، ولد في 20 مايو 1930.